# 雷ノ峰伊助
雷ノ峰 伊助（らいのみね いすけ、1903年8月17日 - 1940年5月10日）は、神奈川県横須賀市出身の大相撲力士。最高位は西前頭3枚目（1929年5月場所・9月場所）。本名は新倉 伊助。現役時代の体格は187cm、98kg。得意手は右四つ、吊り、寄り、投げ、うっちゃりなど。

## 来歴
1919年1月場所、雷部屋から初土俵を踏む。幕下で全勝して、1924年5月場所十両に昇進、翌1925年5月場所には入幕を果たした。横綱2代梅ヶ谷の率いる名門雷部屋も、その後は低迷が続いていたなかで、若手のホープとして期待された。1927年5月場所には、9勝2敗で優勝旗手になるなど、その期待に応えられるかというところで親方が急逝、彼をはじめとする力士たちは、部屋を転々とすることになる。最初は元玉椿憲太郎の白玉親方に預けられたが、親方もまもなく死去、その後一門の八角部屋に移籍する。その中で、彼は西ノ海・宮城山の横綱、能代潟・豊國の大関陣に対して、各場所ひとつは殊勲の星をあげるなど、活躍を続けていた。
1929年5月から立浪部屋に移籍、方屋も連合側に移って、出羽海勢と対戦するようになると、徐々に精彩を欠いてはいたが、幕内中堅力士として、存在感を出していた。しかし、預かり弟子ということもあって、1932年の春秋園事件のときに脱退してからは、帰参もかなわず、1936年の現役引退まで天竜三郎たちと行動をともにした。

## 主な戦績
- 幕内在位 24場所（脱退した1932年1月を含む）
- 幕内成績 114勝135敗4休 勝率.458
- 金星 2個（3代西ノ海、宮城山各1）

### 場所別成績
| 1919年 （大正8年） | （前相撲）              | x                | （前相撲）          | x                 |
| 1920年 （大正9年） | 新序 1–2                | x                | 東序ノ口10枚目 3–2  | x                 |
| 1921年 （大正10年） | 西序二段32枚目 3–2      | x                | 西序二段7枚目 1–2   | x                 |
| 1922年 （大正11年） | 東序二段13枚目 優勝 5–0 | x                | 東三段目15枚目 3–2  | x                 |
| 1923年 （大正12年） | 西三段目3枚目 7–3       | x                | 西幕下25枚目 5–1    | x                 |
| 1924年 （大正13年） | 東幕下3枚目 優勝 5–0    | x                | 西十両6枚目 5–1     | x                 |
| 1925年 （大正14年） | 東十両筆頭 優勝 7–1     | x                | 西前頭13枚目 7–4    | x                 |
| 1926年 （大正15年） | 西前頭4枚目 4–7         | x                | 東前頭7枚目 2–9     | x                 |
| 1927年 （昭和2年） | 西前頭11枚目 3–8        | 西前頭11枚目 7–4 | 西張出前頭 9–2 旗手 | 東前頭4枚目 4–7 ★ |
| 1928年 （昭和3年） | 東前頭5枚目 6–5         | 西前頭3枚目 2–9  | 西前頭6枚目 5–6     | 西前頭6枚目 6–5   |
| 1929年 （昭和4年） | 東前頭8枚目 6–5 ★       | 東前頭8枚目 7–4  | 西前頭3枚目 2–9     | 西前頭3枚目 6–5   |
| 1930年 （昭和5年） | 西前頭4枚目 6–5         | 西前頭4枚目 2–9  | 西前頭7枚目 6–5     | 西前頭7枚目 4–7   |
| 1931年 （昭和6年） | 東前頭8枚目 2–5–4       | 東前頭8枚目 7–4  | 西前頭6枚目 7–4     | 西前頭6枚目 4–7   |
| 1932年 （昭和7年） | 東前頭7枚目 – 脱退      | x                | x                   | x                 |
| 各欄の数字は、「勝ち-負け-休場」を示す。 優勝 引退 休場 十両 幕下 三賞：敢=敢闘賞、殊=殊勲賞、技=技能賞 その他：★=金星 番付階級：幕内 - 十両 - 幕下 - 三段目 - 序二段 - 序ノ口 幕内序列：横綱 - 大関 - 関脇 - 小結 - 前頭（「#数字」は各位内の序列） |                         |                  |                     |                   |